# Wat dom
Wat dom is een single van de Nederlandse band Drukwerk uit 1982. Het stond in hetzelfde jaar als vijfde track op het album Tweede druk, waar het de eerste single van was.

## Achtergrond
Wat dom is geschreven door Harry Slinger en Ton Coster en geproduceerd door Coen van Vrijberghe de Coningh. Het is een nederpopnummer waarin de liedverteller zingt over een domme actie die hij heeft gedaan. Het nummer volgde na het succes van Je loog tegen mij. B-kant van de single is De jas.

## Hitnoteringen
De single bereikte in zowel Nederland als België hitlijsten. De hoogste piekpositie was de derde plaats in de Nationale Hitparade. Het stond in totaal zeven weken in deze lijst. In de Nederlandse Top 40 bereikte het de vijfde plaats in de zeven weken te vinden was. Het succes in de Vlaamse Ultratop 50 was een stuk minder. Het kwam hier tot de dertigste plaats en stond twee weken in de lijst.